# Хорзук
Хорзу́к (перс. خورزوق‎) — город в центральном Иране, в провинции Исфахан. Входит в состав шахрестана Борхар-э-Мейме. По данным переписи, на 2006 год население составляло 20 301 человека.

## География
Город находится в юго-западной части Исфахана, в гористой местности восточного Загроса, на высоте 1563 метров над уровнем моря.
Хорзук расположен на расстоянии приблизительно 5 километров к северу от Исфахана, административного центра провинции и на расстоянии 317 километров к югу от Тегерана, столицы страны. Ближайший гражданский аэропорт расположен в городе Исфахан.